# محوطه پیرمار
محوطه پیرمار مربوط به دوران پارینه‌سنگی جدید است و در شهرستان پل‌دختر، بخش مرکزی، دهستان میانکوه غربی، روستای پیرمار واقع شده و این اثر در تاریخ ۱۵ دی ۱۳۸۷ با شمارهٔ ثبت ۲۴۲۶۸ به‌عنوان یکی از آثار ملی ایران به ثبت رسیده است.